# Lista ukraińskich klubów koszykarskich
Lista ukraińskich klubów koszykarskich
Uwagi. Podano kluby, które występują lub występowały w Superlidze, a wcześniej w Wyszczej lidze oraz w Pierwszej Lidze Ukrainy w futsalu. Nie uwzględniono rezerw (chyba że są one połączone z jakimś innym klubem bądź nie istnieje pierwsza drużyna). Kolejność alfabetyczna.

## B
- Baskod Odessa
- BIPA-Odesa
- Budiwelnyk Kijów (Budiwelnyk-Anakonda Kijów, Budiwelnyk-Dniproinkom Kijów, Budiwelnyk-Chorda Kijów)

## C
- BK Charków (Budiwelnyk Charków, TIIT Charków)
- Chimik Jużne
- Chortycia Zaporoże
- CSKA Kijów (SKA Kijów)
- Czerkaśki Mawpy Czerkasy

## D
- Dynamo Kijów
- BK Dnipro (Dynamo Dniepropetrowsk, BSKD-Ałeana Dniepropetrowsk, Dynamo-Kontynental Dniepropetrowsk)
- Dnipro-Azot Kamieńskie
- BK Donieck

## H
- Howerła Iwano-Frankiwsk
- Hryfony Symferopol

## I
- Infiz-Basket Kijów

## K
- BK Kijów
- Kremiń Krzemieńczuk
- Krywbas Krzywy Róg (Krywbasbasket Krzywy Róg)
- Kyjiw-Basket Kijów (Maccabi-Dandy Kijów)

## L
- Lwiwska Politechnika Lwów (Politechnika-Hałyczyna Lwów)

## M
- Metałurh Nikopol (Perspektywny Nikopol)
- MBK Mariupol (Azowmasz Mariupol)
- MBK Mikołajów (Spartak Mikołajów, MKI Mikołajów, Korabeł Mikołajów, SK Mikołajów)
- Muson Sewastopol

## O
- BK Odessa (BIPA Odessa)

## P
- BK Połtawa
- Politechnik Charków
- BK-93 Pulsar Równe

## R
- Rosawa Biała Cerkiew (Ołeksandrija-Roś Biała Cerkiew, Naftochim-Ołeksandrija Biała Cerkiew, Naftochim-Awal Biała Cerkiew)

## S
- Spartak Ługańsk (Spartak-Nowotronika Ługańsk, Ługań Ługańsk)
- Sumychimprom Sumy
- Szachtar Donieck (Szachtar-ASKO Donieck)

## U
- UDAU Kijów (Ukraiński Państwowy Uniwersytet Rolniczy)

## W
- Wołyńbasket Łuck
- WOZKO Woznesenśk
- Wułkan Dniepropetrowsk (Dnipro Dniepropetrowsk)

## Z
- BK Zaporoże (Ferro Zaporoże, Ferro-ZNTU Zaporoże)